# Voo VASP Cargo 780
O Voo VASP Cargo 780 foi uma rota doméstica cargueira realizada por um Boeing 737-200 da Viação Aérea São Paulo (VASP), em 22 de junho de 1992, entre as cidades de Rio Branco e Cruzeiro do Sul, ambas no Acre. Durante a etapa do pouso, a aeronave colidiu com o solo às margens do Rio Moa, no município de Mâncio Lima, causando a morte de todos os seus três tripulantes à bordo.

## Aeronave e tripulação

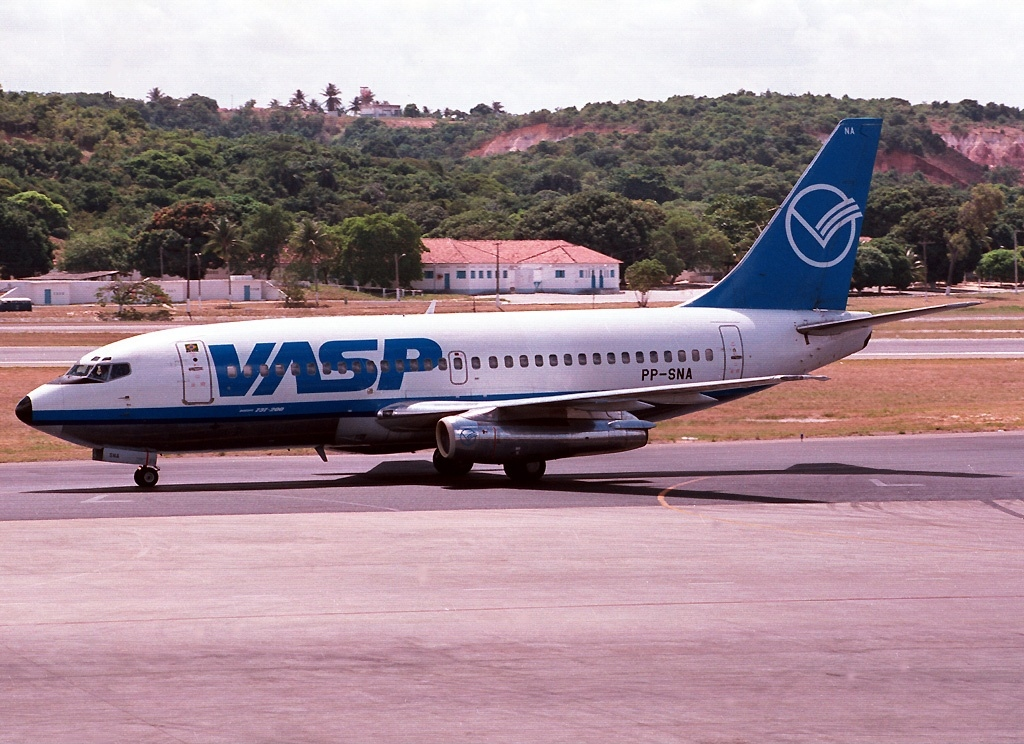
Um Boeing 737-200 da VASP, de prefixo PP-SNA, similar ao acidentado.

Na imagem, está o comandante Dárcio (esquerda), copiloto Ricardo Lopes (meio), e Mauro Borges (direita).

A aeronave era um Boeing 737-200C, de prefixo PP-SND, número de série 21188, e fabricada pela Boeing em 1975. Seu primeiro voo foi em 22 de dezembro daquele ano, e entregue à VASP em 26 de janeiro de 1976, junto do PP-SNC, como partes da variação conversível. Sua última inspeção havia sido realizada em 16 de junho, em Porto Velho, na oficina da VASP. Neste voo, a aeronave contava com três tripulantes: o comandante paulista Dárcio Lino de Matos, de 29 anos, o copiloto carioca Ricardo Desidério Lopes, de 31 anos, e o mecânico paraense Mauro da Silva Borges, de 25 anos.
O comandante se formou pelo Aeroclube de São Paulo e tinha 4.581 horas de voo, enquanto o copiloto se formou pela Midway Aviation, nos Estados Unidos, e tinha 2.437 horas de voo. Enquanto isso, o mecânico estava na VASP desde 1988.

## Acidente
No voo anterior, havia saído de Porto Velho até chegar em Rio Branco. Posteriormente, a aeronave decolou do Aeroporto Internacional Presidente Médici às 23h55min do horário local até o Aeroporto Internacional de Cruzeiro do Sul, na cidade homônima. A aeronave transportava 14,135 toneladas de mercadorias, dentre elas, duas motocicletas zero-quilômetro, dois equipamentos de ar-condicionado, laticínios, produtos hortifrutigranjeiros, carga postal, documentos, cigarros, calçados, lotes de margarina e cosméticos. De acordo com a VASP na época, um Boeing 737-200 poderia transportar até 16 toneladas de carga.
Durante a decolagem, nenhuma anormalidade foi reportada pela tripulação. Aproximadamente às 00h40min, a aeronave solicitou autorização para abandonar o nível de voo 310, o que foi concedido. Ao iniciar o procedimento Delta 1 para pousar na pista 10 de Cruzeiro do Sul, o alarme sonoro de fumaça do compartimento de carga começou a soar em intervalos com cerca de três repetições por minuto. O comandante Dárcio solicitou ao mecânico Mauro verificar e acionar o extintor de incêndio em caso de necessidade, e quando Mauro retornou afirmando não ter encontrado anormalidades, Dárcio pediu para ele fechar a porta da cabine e sentar para verificar em solo.
O comandante tentou contato com as torres de controle de Rio Branco e Cruzeiro do Sul, mas sem conseguir com a de Rio Branco, pediu a colocação de bombeiros na pista de Cruzeiro do Sul ao falar com a torre, mas sem declarar emergência. O preparo para o pouso seguiu, contudo, os pilotos não perceberam que estavam abaixo demais da rampa ideal de descida. Faltando 15 quilômetros para a pista, às 01h05min, a aeronave se chocou inicialmente com as copas das árvores, e em seguida com o solo numa velocidade de 255 km/h (138 nós), causando a morte de todos os seus tripulantes na explosão, contribuindo também com o fato de que a carga foi jogada contra eles no impacto, mutilando seus corpos. Os destroços da aeronave deixaram um rastro de 300 metros pela floresta.

### Resgate

Destroços de um dos motores JT8D da aeronave.

Os destroços da aeronave foram identificados às 4h50min por outra aeronave contratada pela empresa. A equipe de resgate reuniu os moradores ribeirinhos, exército, Corpo de Bombeiros e da Infraero. Foi coordenada por Luiz Antônio Cruz, na época vice-presidente de operações da VASP. Foram obrigados à abrir caminhos para chegar ao local, onde se chegava por barco ou helicóptero, e tiveram muita dificuldade. Os corpos da tripulação foram encontrados às 16h30min pelo Grupamento Militar de Cruzeiro do Sul. O na época superintendente da Infraero, João Negreiros, afirmou que "o avião queimou todo. Sobraram só os destroços", depois de sobrevoar o local.
Atualmente, parte dos destroços ainda permanecem no local, sob o desgaste da ação do tempo, contudo a maioria dos destroços foram levados pelas enchentes e vazantes do Rio Moa, ou levado por pessoas como recordação do acidente.